# فرودگاه گاتلینبرگ–پیجن فرج
فرودگاه گاتلینبرگ-پیجن فرج (به انگلیسی: Gatlinburg-Pigeon Forge Airport) یک فرودگاه همگانی بهره‌برداری هوایی با کد یاتا GKT است که یک باند فرود آسفالت دارد و طول باند آن ۱۶۷۸ متر است. این فرودگاه در شهر گتلینبرگ کشور ایالات متحده آمریکا قرار دارد و در ارتفاع ۳۰۹ متری از سطح دریا واقع شده‌است.